# Adolph Georg Kottmeier

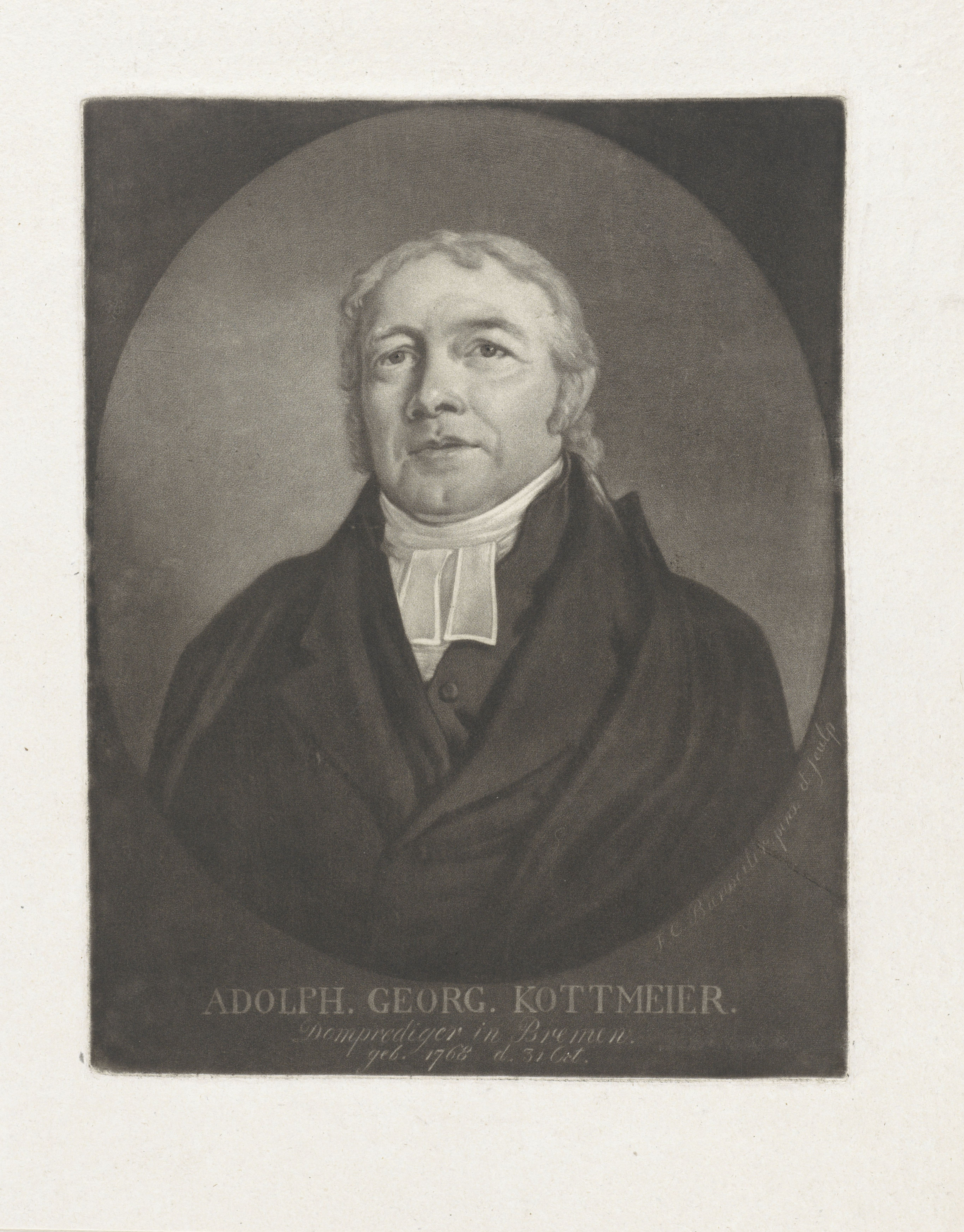
Adolph Georg Kottmeier auf einem Stich nach Frederik Christiaan Bierweiler

Adolph Georg Kottmeier (* 31. Oktober 1768 in Neuenkirchen, Landkreis Osnabrück; † 19. September 1842 in Bremen) war ein deutscher evangelischer Theologe.

## Leben
Als Sohn des Pfarrers Friedrich Wilhelm Kottmeier (1739–1799) wuchs Kottmeier in Minden auf und besuchte dort das Gymnasium. Von 1787 bis 1789 studierte er evangelische Theologie an der Universität Halle unter anderem bei August Hermann Niemeyer, der zu einem engen Freund wurde. Anschließend arbeitete er am Königlichen Pädagogium der Stadt (Franckesche Stiftungen).
Nach der Übernahme von Pfarrstellen in Haddenhausen und in Hartum, wo seine Kinder geboren wurden, erhielt er 1810 eine Stelle als Prediger am Bremer Dom. Im darauffolgenden Jahr gelangte Bremen, das seit 1807 zum Königreich Westphalen gehörte, als Sitz des Departements der Wesermündungen an Frankreich. Kottmeier äußerte sich frei gegen die französische Herrschaft und beklagte das Leid der Bevölkerung, das durch die Reformen entstand. Dadurch stiegen die Besucherzahlen seiner Predigten. Trotz Unterredungen mit dem Spezialkommissar der Hohen Polizei änderte er den Stil seiner Reden nicht. Da seine öffentlichen Äußerungen „Passagen enthielten, die zu ungünstiger Auslegung geeignet [waren]“, erfolgte ein Predigtverbot. Nach dieser Suspendierung lebte er im Exil in Harpstedt.
Bei seiner Rückkehr aus Russland 1812 hielt Napoleon Bonaparte ein „Conseil de grâce“ ab, wobei Kottmeier zu den Begnadigten gehört und seine Stellung zurückerlangte. An der Universität Rostock wurde er im Wintersemester 1824/25 zum Dr. theol. promoviert.
Am 19. September 1842 starb Adolph Georg Kottmeier nach kurzer Erkrankung. Er wurde unter großer Anteilnahme in Bremen beerdigt. Seine Grabstelle ist nicht erhalten.

## Familie
Seit 1887 die „Familiennachrichten nebst Stammbaum der Familie Kottmeier“ erschienen, bildete sich ein bis heute aktiver Familienverband der Nachfahren Adolph Georg Kottmeiers. Seine drei das Erwachsenenalter erreichenden Kinder mit Henriette Friederike geb. Friederich (1769–1859) waren:
- Julius August Friedrich Kottmeier (1794–1871), Pfarrer in Lamstedt und Scharmbeck sowie Vater des Adolf Kottmeier (1822–1905)
- Alexander Carl Konrad Adolph Kottmeier (1803–1876), Senator und Jurist in Bremen[2]
- Erhard David Wilhelm Bernhard Kottmeier (1810–1877), königlich-preußischer Divisionsprediger an der Garnisonskirche Düsseldorf sowie Großvater der Schriftstellerin und Übersetzerin Elisabeth Kottmeier (1902–1983)

## Werke
- Kurzgefaßtes Wörterbuch zur Erläuterung der lutherischen Uebersetzung der heil. Schrift. Ein Handbuch für unstudirte selbstdenkende Bibelleser, insbesondere Lehrern in Bürger- und Landschulen gewidmet. Leipzig 1792. (online)
- Die Oliviersche Lehrmethode ist im Wesentlichen nicht neu. In: Johann Christoph Friedrich GutsMuths (Hrsg.): Bibliothek der Pädagogischen Literatur. Gotha 1804 (online).
- Ueber die extemporane Redekunst. Leipzig 1808 (online).
- Entwurf eines christlichen Religionsunterrichts der Katechumenen. Bremen 1813 (online in der zweiten Auflage von 1820).
- Nicht Erasmus, sondern Luther! Analecten aus dem Leben beider Männer. Bremen 1821 (online).